# Parcar
Parcar (em russo: Пархар; romaniz.: Parkhar) ou Farcor (em tajique: Фархoр; romaniz.: Farkhor) é uma cidade do Tajiquistão. Segundo censo de 2020, havia 25 300 habitantes.